# Goud(V)fluoride

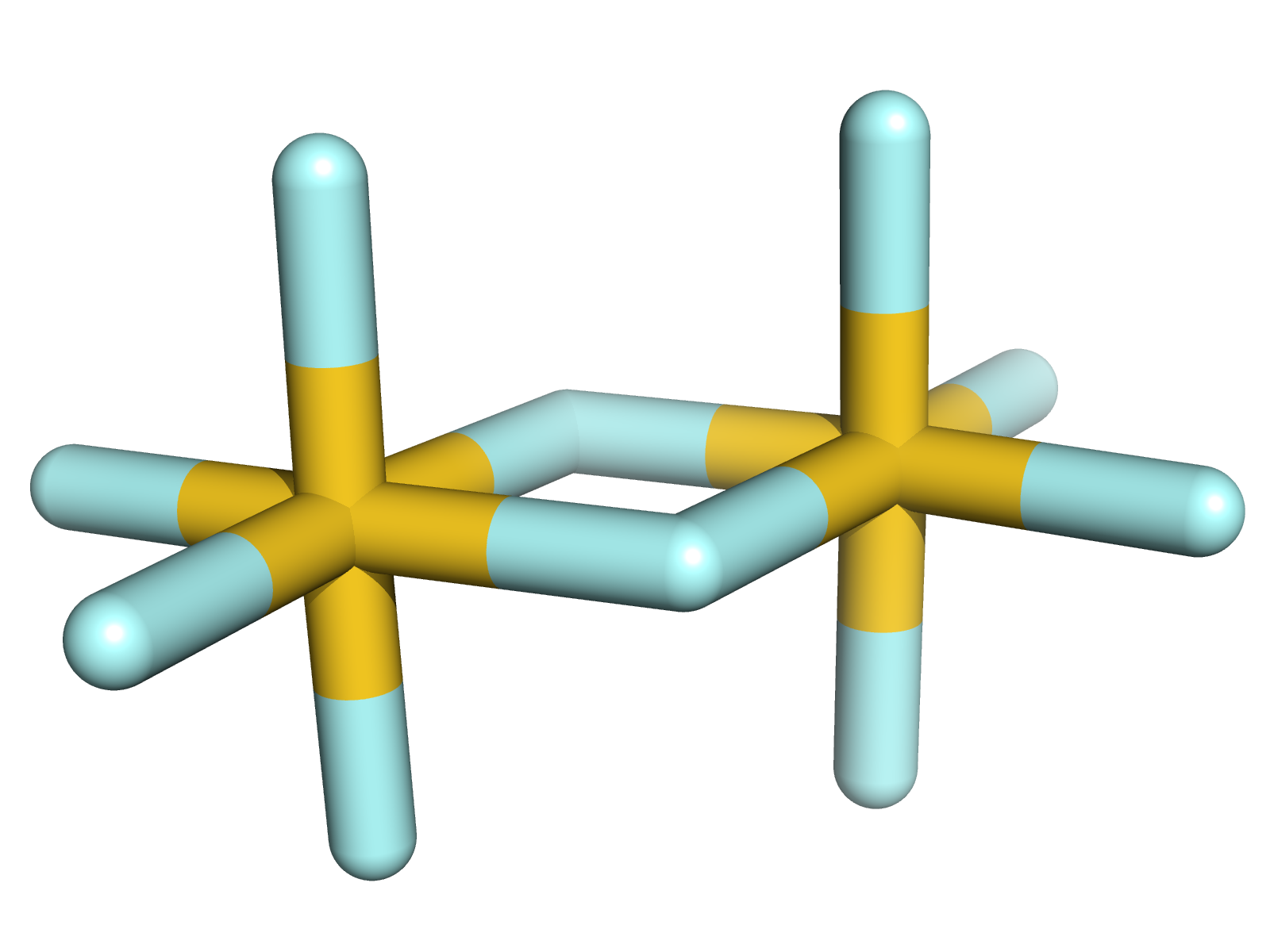
De structuur van Goud(V)fluoride dimeer Au_{2}F_{10}

Goud(V)fluoride of goudpentafluoride is een verbinding van goud met fluor met formule Au2F10. Het Romeins cijfer V duidt erop, dat goud hier valentie +5 vertoont. Het is de enige bekende verbinding van goud met valentie +5. Het is een rode, vaste stof die oplosbaar is in fluorzuur. Het is ook het enige pentafluoride dat als dimeer voorkomt. Andere pentafluorides komen voor als monomeer (P, As, Cl, Br, I), tetrameer (Nb, Ta, Cr, Mo, W, Tc, Re, Ru, Os, Rh, Ir, Pt) of polymeer (Bi, V, U). In de gasfase is een mengsel van dimeer en trimeer waargenomen in de verhouding 82:12.
Goud(V)fluoride is de sterkst bekende acceptor voor het fluoride ion, nog sterker dan antimoon(V)fluoride.

## Bereiding
Goud(V)fluoride kan bereid worden door goud te verhitten tot 370°C in een atmosfeer van fluor en zuurstof bij een druk van 8 bar. Er vormt zich dan eerst gouddioxygenylfluoride
2 Au  +  2 O2  +  6 F2   →   2 O2AuF6
Dit zout ontbindt bij 180°C tot goud(V)fluoride:
2 O2Au2F6   →   Au2F10  +  2 O2  +  F2